# چاه حسین اسدیان
چاه حسین اسدیان یک منطقهٔ مسکونی در ایران است که در دهستان کرکوند واقع شده‌است.